# مادة رمادية (فلم)
مادة رمادية (بالإنجليزية: Grey Matter)، هُو فيلم دراما رواندي صدر سنة 2011 وأخرجه كيفو روهوراهوزا.

## وصلات خارجية
- مقالات تستعمل روابط فنية بلا صلة مع ويكي بيانات